# 高木弘
高木 弘（、1934年12月12日 - ）は、日本の元俳優。岐阜県羽島市出身。

## 人物
東宝の専属俳優。1960年代を中心に、ジャンルを問わず多くの作品に主に端役として出演。書籍『ゴジラ大百科 [メカゴジラ編]』では「チンピラ専門の役者」、書籍『別冊映画秘宝 モスラ映画大全』では「けんかっ早そうな役が多い」と評している。

## 出演作品

### 映画
※すべて東宝配給作品
- 昭和刑事物語 俺にまかせろ（1958年、日高繁明監督） - ビショップの謙
- ドジを踏むな（1958年、日高繁明監督） - 山健
- 青春白書 大人には分らない（1958年、須川栄三監督）
- 暗黒街の顔役（1959年、岡本喜八監督） - 平野
- 手錠をかけろ（1959年、日高繁明監督）
- 大学の28人衆（1959年、青柳信雄監督）
- 青春を賭けろ（1959年、日高繁明監督） - 乾分C
- 暗黒街の対決（1960年、岡本喜八監督） - 三田
- 落語天国紳士録（1960年、青柳信雄監督） - 愚連隊
- 銀座退屈娘（1960年、山本嘉次郎監督） - 日の丸組乾分
- ハワイ・ミッドウェイ大海空戦 太平洋の嵐（1960年、松林宗恵監督） - 村の男
- 男対男（1960年、谷口千吉監督）
- 独立愚連隊シリーズ（岡本喜八監督）
  - 独立愚連隊西へ（1960年） - 山中兵長
  - どぶ鼠作戦（1962年） - 無双隊員A
- 暗黒街の弾痕（1961年、岡本喜八監督） - 黒いコーラスB
- 用心棒（1961年、黒澤明監督） - 丑寅の子分
- モスラ（1961年、本多猪四郎監督） - ネルソン配下D[1][2]
- 紅の海（1961年、谷口千吉監督）
- 椿三十郎（1962年、黒澤明監督） - 籠かき
- 妖星ゴラス（1962年、本多猪四郎監督） - 隼号機関員[2]
- 紅の空（1962年、谷口千吉監督） - イナンバ島の男B
- 忠臣蔵 花の巻・雪の巻（1962年、稲垣浩監督） - 和久半太夫
- 暗黒街の牙（1962年、福田純監督） - 乾分E（針谷組）
- にっぽん実話時代（1963年、福田純監督）
- クレージー作戦 先手必勝（1963年、久松静児監督） - 植吉の子分
- 国際秘密警察 虎の牙（1964年、福田純監督）
- モスラ対ゴジラ（1964年、本多猪四郎監督） - ハッピー興行社社員[2]（熊山の手下[1]）

### テレビ
- ウルトラQ 第23話「南海の怒り」（1966年、野長瀬三摩地監督） - ジラー（コンパス島の青年）